# Ла-Сутеррен (кантон)
Ла-Сутеррен (фр. La Souterraine) — кантон во Франции, находится в регионе Лимузен. Департамент кантона — Крёз. Входит в состав округа Гере. Население кантона на 2006 год составляло 10 713 человек.
Код INSEE кантона 2325. Всего в кантон Ла-Сутеррен входят 10 коммун, из них главной коммуной является Ла-Сутеррен.

## Коммуны кантона
- Азрабль — население 844 чел.
- Базла — население 284 чел.
- Ла-Сутеррен — население 5273 чел.
- Нот — население 510 чел.
- Сент-Аньян-де-Версийя — население 1121 чел.
- Сен-Жермен-Бопре — население 388 чел.
- Сен-Леже-Бридере — население 190 чел.
- Сен-Морис-ла-Сутеррен — население 1165 чел.
- Сен-Приест-ла-Фёй — население 650 чел.
- Варей — население 288 чел.